# Sergej Jakovlev
Sergej Anatol'evič Jakovlev (cir. Сергей Анатольевич Яковлев, trasl. fr. Serguei Yakovlev; Temirtau, 21 aprile 1976) è un dirigente sportivo ed ex ciclista su strada kazako. Professionista dal 1999 al 2008, dal 2013 al 2019 è stato direttore sportivo al team Astana.

## Carriera
Diviene professionista nel 1999 con la squadra francese Besson Chaussures, rimanendovi anche nella stagione 2000. Nel 2001 corre con la squadra italiana Cantina Tollo-Acqua & Sapone, evidenziandosi come uomo squadra. Nel 2002 viene quindi ingaggiato dal Team Telekom, divenuto in seguito T-Mobile Team; l'anno dopo si aggiudica in solitaria la tappa di Oberstaufen al Giro di Svizzera.
Nel 2006 passa tra le file del team spagnolo Liberty Seguros-Würth (divenuto, in seguito allo scandalo doping del giugno 2006 che coinvolge il ds Manolo Saiz, Astana) per aiutare come gregario il suo connazionale Aleksandr Vinokurov. In quella stagione partecipa al Giro d'Italia, giungendo terzo nella decima tappa.
Nel 2007 e nel 2008 viene confermato nella nuova Astana, ma non coglie vittorie. Si ritira dall'attività nel 2008, e nel 2013 diventa uno dei direttori sportivi proprio al team Astana.

## Palmarès
- 1997

Campionati kazaki, Prova in linea
- 1999

2ª tappa Circuit Franco-Belge
Campionati asiatici, Prova in linea
Prologo Tour de Hokkaido
- 2000

4ª tappa Giro d'Abruzzo
Classifica generale Tour de l'Ain
Campionati kazaki, Prova in linea
- 2003

7ª tappa Giro di Svizzera
- 2005

8ª tappa Giro dell'Indonesia

## Piazzamenti

### Grandi Giri
- Giro d'Italia

2001: 53º
2002: 90º
2006: ritirato (18ª tappa)
2007: ritirato (15ª tappa)
- Vuelta a España

2002: ritirato (11ª tappa)
2006: 31º

### Classiche monumento
- Milano-Sanremo

Milano-Sanremo: 113º
- Liegi-Bastogne-Liegi

2002: ritirato
2007: 109º
- Giro di Lombardia

2002: ritirato

### Competizioni mondiali
- Giochi olimpici

Sydney 2000 - In linea maschile: 57º
Atene 2004 - In linea maschile: 52º